# Raphicerus
Raphicerus – rodzaj ssaków z podrodziny antylop (Antilopinae) w obrębie rodziny wołowatych (Bovidae). W wydanej w 2015 roku przez Muzeum i Instytut Zoologii Polskiej Akademii Nauk publikacji „Polskie nazewnictwo ssaków świata” autorzy nadali rodzajowi polską nazwę zwyczajową antylopik, jednak taką samą nazwę nadali także monotypowemu rodzajowi Ammodorcas, obejmującemu gatunek antylopik ogadeński (Ammodorcas clarkei).

## Rozmieszczenie geograficzne
Rodzaj obejmuje gatunki występujące w Afryce Południowej i Wschodniej. 

## Morfologia
Długość ciała 65–80 cm, długość ogona 4–8 cm, wysokość w kłębie 45–60 cm, długość ucha 8,3–12 cm, długość tylnej stopy 19,3–26,5 cm; masa ciała 6,4–16 kg. 

## Systematyka
Rodzaj (w randze podrodzaju w obrębie Antilope) zdefiniował w 1827 roku angielski zoolog Charles Hamilton Smith w rozdziale zatytułowanym Streszczenie gatunków z gromady ssaków w publikacji pod redakcją Edwarda Griffitha o tytule Królestwo zwierząt: uporządkowane zgodnie ze swoją organizacją. Smith wymienił dwa gatunki – Antilope acuticornis de Blainville, 1816 (= Antilope campestris Thunberg, 1811) i Antilope subulata C.H. Smith, 1827 (= Antilope campestris Thunberg, 1811) – nie wskazując gatunku typowego; Gatunkiem typowym jest (późniejsze oznaczenie) Antilope acuticornis de Blainville, 1816 (= Antilope campestris Thunberg, 1811).

### Etymologia
- Raphicerus (Rhaphocerus, Raphiceros, Rhaphiceros, Rhaphicerus): gr. ῥαφις rhaphis, ῥαφιδος rhaphidos ‘igła’; κερας keras, κερατος keratos ‘róg’[16].
- Calotragus: gr. καλος kalos ‘piękny’; τραγος tragos ‘kozioł’[17]. Gatunek typowy (oznaczenie monotypowe): Antilope tragulus H. Lichtenstein, 1812 (= Antilope campestris Thunberg, 1811).
- Pediotragus: gr. πεδιον pedion ‘roślina’, od πεδον pedon ‘ziemia’, od πους pous, ποδος podos ‘stopa’; τραγος tragos ‘kozioł’[18]. Gatunek typowy (oznaczenie monotypowe): Antilope tragulus H. Lichtenstein, 1812 (= Antilope campestris Thunberg, 1811).
- Nototragus: gr. νοτος notos ‘południe’[19]; τραγος tragos ‘kozioł’[20]. Gatunek typowy: autorzy w oryginalnym opisie nie wymienili naukowej nawy gatunku; gatunek typowy (późniejsze oznaczenie) Antilope melanotis Thunberg, 1811.
- Grysbock: afr. grysbok ‘antylopik zwyczajny’, od niderl. grys ‘szary’; bok ‘samiec antylopy, kozioł’[21]. Gatunek typowy (oznaczenie monotypowe): Antilope melanotis Thunberg, 1811.

### Podział systematyczny
W zależności od ujęcia systematycznego do rodzaju zalicza się trzy lub cztery (wyodrębniony z R. sharpei, R. colonicus) gatunki; tutaj klasyfikacja za Mammals Diversity Database i All the Mammals of the World (2023):
| Grafika | Gatunek               | Autor i rok opisu | Nazwa zwyczajowa      | Podgatunki         | Rozmieszczenie geograficzne | Podstawowe wymiary                        | Status IUCN |
| ------- | --------------------- | ----------------- | --------------------- | ------------------ | --- | ----------------------------------------- | ----------- |
|         | Raphicerus melanotis  | (Thunberg, 1811)  | antylopik przylądkowy | gatunek monotypowy | endemit Południowej Afryki: na południe od Karru, od atlantyckich wybrzeży (na południe od około 30° S) na wschód aż do południowego KwaZulu-Natal | DC: 70–75 cm DO: 4–7,2 cm MC: 8,8–11,4 kg | LC          |
|         | Raphicerus sharpei    | O. Thomas, 1897   | antylopik północny    | 2 podgatunki       | zachodnia i południowa Tanzania (na północ prawie do Jeziora Wiktorii), na południe do północno-wschodniej Demokratycznej Republiki Konga, Zambia (na wschód od rzeki Zambezi), Namibia (Pas Caprivi), północno-wschodnia Botswana, północno-wschodnia Południowa Afryka oraz wschodnie Eswatini | DC: 65–80 cm DO: 4–8 cm MC: 6,4–16 kg     | LC          |
|         | Raphicerus campestris | (Thunberg, 1811)  | antylopik zwyczajny   | 6 podgatunków      | południowa Afryka od południowej Angoli, zachodniej Zambii, Zimbabwe i południowego Mozambiku na południe do większości Południowej Afryki, rozłączona populacja we wschodniej Afryce (południowa Kenia oraz północna i środkowa Tanzania); zakres wysokości: do 4750 m n.p.m.                   | DC: 74–75 cm DO: 5–5,5 cm MC: 9–13,2 kg   | LC          |

Kategorie IUCN:  LC  – gatunek najmniejszej troski. 
Opisano również gatunek wymarły z pliocenu dzisiejszej Południowej Afryki:
- Raphicerus paralius Gentry, 1980